# Antoine Reinartz
Pour les articles homonymes, voir Reinartz.
Antoine Reinartz, né le 23 juillet 1985 à Essey-lès-Nancy (Meurthe-et-Moselle), est un acteur français.
En 2018, il a reçu le César du meilleur acteur dans un second rôle pour son interprétation dans le film 120 Battements par minute.

## Biographie

### Carrière
Antoine Reinartz est né le 23 juillet 1985 à Essey-lès-Nancy (Meurthe-et-Moselle) dans une fratrie de six enfants,.
Il quitte le domicile familial à 15 ans pour intégrer le conservatoire de Nancy. Il poursuit pendant 5 ans des études en management de la solidarité, à Nice, New York et Nagoya et travaille pour la réinsertion des personnes détenues. Parallèlement, il suit une formation de comédien au Conservatoire national supérieur d'art dramatique de Paris, dans la même promotion que Zita Hanrot,.
Diplômé en 2014, il enchaine les rôles au théâtre en Italie, en Suède puis en France, où il interprète le tueur ultranationaliste Anders Breivik, seul sur scène face à Romane Bohringer.
En 2017 il incarne au cinéma Thibault, président de l'association Act Up, dans le film 120 Battements par minute de Robin Campillo. Le film est récompensé par le Grand Prix du Festival de Cannes et Antoine Reinartz obtient le césar du meilleur acteur dans un second rôle.
Deux ans plus tard, en 2019, il est à l'affiche de six films. La Vie scolaire est un succès populaire. Deux le mènent de nouveau à Cannes : Alice et le maire à La Quinzaine des Réalisateurs, et Roubaix, une lumière en Compétition officielle, dans lequel il joue un jeune lieutenant fraichement débarqué à Roubaix.
On l'a vu en 2021 au cinéma (Samuel Theis, Laurent Cantet), sur scène dans La Ménagerie de verre de Tennessee Williams, mise en scène par Ivo van Hove, aux côtés d'Isabelle Huppert à l'Odéon (reprise en 2022), et à la télévision, dans la série de Valérie Donzelli, Nona et ses filles.
En 2023, il est à l'affiche du film Anatomie d'une chute réalisé par Justine Triet dans lequel il joue le rôle de l'avocat général. À ce titre, il est nommé aux César 2024 dans la catégorie meilleur acteur dans un second rôle.

### Vie privée
Antoine Reinartz est père de deux enfants. Il reste néanmoins très discret sur sa vie personnelle en assurant à Libération dans un portrait qui lui est consacré le 20 février 2024 qu' « un acteur doit rester mystérieux. Ce qui ne veut pas dire être lisse.»

## Filmographie

### Acteur

#### Cinéma
- 2015 : Quand je ne dors pas de Tommy Weber : Max
- 2016 : Nous sommes jeunes et nos jours sont longs de Cosme Castro et Léa Forest : Jérémy
- 2017 : 120 Battements par minute de Robin Campillo : Thibault
- 2019 : Doubles Vies d'Olivier Assayas : Blaise
- 2019 : Les Invisibles de Louis-Julien Petit : adjoint au maire
- 2019 : La Vie scolaire de Mehdi Idir et Grand Corps Malade : le professeur Thierry Bouchard
- 2019 : Alice et le Maire de Nicolas Pariser : Daniel
- 2019 : Roubaix, une lumière d'Arnaud Desplechin : le lieutenant Louis Cotterel
- 2019 : Chanson douce de Lucie Borleteau : Paul
- 2021 : Petite Nature de Samuel Theis : Jean Adamski
- 2021 : Arthur Rambo de Laurent Cantet : Nicolas
- 2023 : Les Damnés ne pleurent pas de Fyzal Boulifa : Sébastien
- 2023 : Anatomie d'une chute de Justine Triet : l'avocat général
- 2025 : Love Me Tender d'Anna Cazenave-Cambet : Laurent [10]

#### Séries télévisées
- 2018 : Ad Vitam de Thomas Cailley : Kenji Takanabé
- 2021 : Nona et ses filles de Valérie Donzelli : Antoine
- 2022 : Irma Vep d'Olivier Assayas : Jérémie
- 2023 : Tapie de Tristan Séguéla : Me Fabien Bogaert
- 2024 : La Maison de Fabrice Gobert : Robinson Ledu[11]
- 2025 : Des vivants de Jean-Xavier de Lestrade : Grégory

#### Voix
- 2021 : Les Mauvais garçons d'Elie Girard : narrateur (court-métrage)
- 2022 : La dernière nuit d'Anne Bonny de Claire Richard : l'historien (podcast Arte Radio)
- 2023 : Steamy de Camille Froidevaux-Metterie (podcast Louie Media)
- 2024 : La vie de château de Clémence-Madeleine Perdrillat et Nathaniel H'Limi (série d'animation télévisée)
- 2025 : Suzanne et Louise, reconstitution. Enquête-contre-enquête autour des deux grands-tantes de l'écrivain Hervé Guibert de Lou Quevauvillers et Nathalie Salles (podcast L'expérience pour France Culture)

### Réalisateur

#### Court métrage
- 2014 : For the Record

#### Clip
- 2016 : Disney Gone Wild Ball

## Théâtre
- 2014 : Les Trois Mousquetaires – La Série, saisons 1, 2 et 3, mis en scène par Clara Hedouin et Jade Herbulot
- 2015 : Remulus, mis en scène par Camille Pawlotski, Piccolo Teatro (Milan, Italie)
- 2015 : Six Efter Rene Polleschs Sex Nach Mae West, mis en scène par Annika Nyman, Inter Arts Center (Malmö, Suède)
- 2016 : Déchirements, mis en scène par Cyril Hériard Dubreuil
- 2016 : Les Événements de David Greig, mis en scène par. Ramin Gray, Théâtre de la Manufacture
- 2017 : La Famille royale de William T. Vollmann, mis en scène par Thierry Jolivet, Théâtre des Célestins
- 2018 : Les Trois Mousquetaires – La Série, saisons 4, 5 et 6, mis en scène Clara Hedouin et Jade Herbulot
- 2021-2022 : La Ménagerie de verre, mis en scène par Ivo van Hove, Théâtre de l'Odéon

## Distinctions

### Récompenses
- César 2018 : César du meilleur acteur dans un second rôle pour 120 Battements par minute

### Nominations
- César 2018 : Présélection « Révélation » pour le César du meilleur espoir masculin pour 120 Battements par minute
- César 2024 : Meilleur acteur dans un second rôle pour Anatomie d'une chute